# Lessopílnoie
Lessopílnoie (en rus: Лесопильное) és un poble del krai de Khabàrovsk, a Rússia, que el 2019 tenia 753 habitants. Pertany al districte rural de Bikinski.